# الشركة العربية للتعهدات الفنية
الشركة العربية للتعهدات الفنية " أو "العربية" شركة مساهمة عامة سعودية. تعمل في مجال إقامة وتشغيل لوحات الإعلانات الخارجية والتي تتضمن إعلانات الطرق والإعلانات الداخلية كما استثمرت في شركات تعمل في مختلف المجالات الإعلانية وتم إدراج أسهم الشركة في السوق المالية السعودية (تداول) في 15 نوفمبر عام 2021، وبلغ رأس مال الشـركة في 31 ديسمبر 2020م مبلغ 500 مليون ريـال سـعودي مقسم إلى 50 مليون سهم قيمة كل سهم 10 ريـال سعودي.

## التاريخ
تأسست الشركة العربية للتعهدات الفنية كشركة سعودية ذات مسؤولية محدودة في مدينة الرياض بموجب السجل التجاري رقم (1010048419) بتاريخ 18-05-1403هـ (الموافق 03-03-1983م) برأس مال قدره (1٫000٫000) مليون ريال سعودي، بهدف العمل في مجال في إقامة وتشغيل لوحات الإعلانات الخارجية.
تم تحويل الشركة إلى شركة مساهمة مقفلة بموجب قرار وزير التجارة رقم 1132 الصادر بتاريخ 02-05-1427هـ (الموافق 30-05-2006م). وفي نفس الوقت تمت زيادة رأس مال الشركة من (1٫000٫000) مليون ريال سعودي، إلى (60٫000٫000) ستين مليون ريال سعودي عن طريق تحويل مبلغ (23٫909٫103) ثلاثة وعشرون مليون وتسعمائة وتسعة آلاف ومائة وثلاثة ريالات سعودية من الحسابات الدائنة للمساهمين ورسملة مبلغ (35٫090٫897 (خمسة وثلاثون مليون وتسعون ألف وثمانمائة وسبعة وتسعون ريال سعودي من الأرباح المبقاة.
بتاريخ 02-12-1429هـ (الموافق 30-11-2008م)، قامت الشركة بزيادة رأس مالها من (60٫000٫000) ستين مليون ريال سعودي إلى (150٫000٫000) مائة وخمسين مليون ريال سعودي مقسمة بقيمة اسمية مدفوعة بالكامل قدرها (10) عشرة ريالات سعودية للسهم الواحد إلى (15٫000٫000) خمسة عشر مليون سهما عاديا عن طريق مساهمة نقدية من المساهمين الحاليين بمبلغ (13٫400٫00) ثلاثة عشر مليون وأربعمائة ألف ريال سعودي ورسملة مبلغ (69٫885٫582) تسعة وستون مليون وثمانمائة وخمسة وثمانون ألف وخمسمائة واثنان وثمانون ريال سعودي من الأرباح المبقاة وتحويل مبلغ (6٫714٫418) ستة ملايين وسبعمائة وأربعة عشر ألف وأربعمائة وثمانية عشر ريال سعودي من رصيد الاحتياطي النظامي.